# Per-Hakon Påwals
Per-Hakon Wilhelm Påwals (till 1955 Gustafsson), född 12 maj 1928 i Helsingfors, död 15 april 2019 i Grankulla, var en finländsk författare. 
Påwals var en originell gestalt i det sena 1900-talets finlandssvenska poesi. Hans främsta stilmedel var ironin, inte så sällan en ganska elak sådan, som han kombinerade med ett konsekvent försvar för den personliga livsupplevelsen. Bakom den skenbara vardagsenkelheten i hans texter finns en gadd som sticker. Borgerlig brackighet älskade han att hata. 
Bland Påwals samlingar märks Min salladsgröna älskarinna (1967), Jag sjunger för Bertrand Russell (1976), Många är livets drömmar (1985) och Kråkdikter (1988). Direkt på finska skrev han diktsamlingen Keskiviikko, syyskuu, syksy (1981). Som prosaist i det lilla formatet producerade han sig bland annat i romanen Om vintern och om våren (1962), som ger fräna interiörer från 1950-talets finlandssvenska studentliv. Åren 1976–1979 bodde han i Finlands svenska författareförenings stipendiebostad Villa Biaudet i Lovisa. Han tilldelades Längmanska kulturfondens Finlandspris till finlandssvenska författare 1964 och 1989.